# Pierre Dupuy (homme politique)
Pour les articles homonymes, voir Pierre Dupuy et Dupuy.
Pierre Dupuy, né le 20 juin 1876 à Paris où il est décédé le 29 juin 1968, est un homme politique et patron de presse français.

## Biographie
Fils de Jean Dupuy, ministre et patron du journal Le Petit Parisien, il suit les traces de son père, en reprenant, après sa mort, avec son frère Paul Dupuy, la direction de la société qui édite Le Petit Parisien, dont il est gérant statutaire de 1906 à 1957. Il est le seul gérant à la mort de son frère en 1927 de cette société en commandite par actions alors même que la majorité du capital de la société du Petit Parisien et d'éditions Pierre Duruy et Cie est contrôlée par les héritiers de son frère (sa veuve, ses deux fils et sa fille). 
Après avoir été le secrétaire particulier de son père, lorsque celui-ci était ministre de l'Agriculture, entre 1899 et 1902, il se présente aux élections législatives en Gironde, où il est élu. À 26 ans, il est le benjamin de la Chambre. Il siège sur les bancs de la Gauche démocratique. Réélu en Gironde jusqu'en 1919, il se présente en 1924 dans le département de la Seine. En 1928, il est battu dans le 16e arrondissement de Paris. En 1932, il se présente comme député des établissements français en Inde et conserve son mandat jusqu'en 1940.
Il est commissaire aux Transports maritimes et à la Marine marchande du 20 mai 1919 au 20 janvier 1920 dans le gouvernement Georges Clemenceau (2). De 1921 à 1924, il est président de la commission de la Marine militaire.
Le 10 juillet 1940, il vote les pleins pouvoirs au maréchal Pétain. Après la débâcle, il fait reparaître à Paris le Petit Parisien mais il en perd le contrôle effectif en 1941, au profit des Allemands qui imposent une nouvelle direction. 
Rendu inéligible à la Libération, il quitte la vie politique. Son procès et celui du Petit Parisien devant la cour de justice de la Seine s'ouvrent tardivement en décembre 1949, dans les dernières années de l'épuration. Mais le procès est renvoyé et se clôt en 1951 : Pierre Dupuy et la société exploitant le journal dont il est l'unique gérant statutaire sont acquittés par un tribunal militaire.
Il ne parviendra pas à relancer Le Petit Parisien, mais restera attaché à la direction du groupe de presse Excelsior Publications.
Il est inhumé au cimetière du Père-Lachaise (95e division).
Les papiers personnels de Pierre Dupuy sont conservés aux Archives nationales sous la cote 434AP.
Marié à Jeanne Mestreau (fille d'Abel Mestreau, fondateur du Musée Dupuy-Mestreau, et petite-fille de Frédéric Mestreau) puis à Yanie Cleray, il est le père de l'historienne Micheline Dupuy (baronne Evain-Pavée de Vendeuvre).

## Distinctions
- Grand officier de l'ordre de la Couronne d'Italie

### Sources
- « Pierre Dupuy (homme politique) », dans le Dictionnaire des parlementaires français (1889-1940), sous la direction de Jean Jolly, PUF, 1960 [détail de l’édition]